# Northrop Grumman Innovation Systems
A Northrop Grumman Innovation Systems (NGIS) foi um setor (segmento de negócios) da Northrop Grumman de 2018 a 2019. Foi formado a partir da Orbital ATK Inc., que foi adquirida pela Northrop Grumman em 6 de junho de 2018, com a antiga empresa sendo absorvida pela Northrop Grumman como um novo setor de negócios. Com essa aquisição, a Northrop Grumman se envolveu mais na indústria espacial, incluindo a construção e o lançamento da espaçonave Cygnus.
Com a reorganização das divisões da Northrop Grumman em vigor em 1º de janeiro de 2020, a Northrop Grumman Innovation Systems foi dividida, com a maior parte do setor se fundindo com outros negócios da Northrop Grumman em um novo setor de Sistemas Espaciais.

## História
A Northrop Grumman Innovation Systems foi formada a partir da aquisição da Orbital ATK Inc., que foi criada após a incorporação da Orbital Sciences Corporation e as divisões de defesa e aeroespacial da Alliant Techsystems (ATK), pela Northrop Grumman em 6 de junho de 2018.
Com a reorganização das divisões da Northrop Grumman em vigor em 1 de janeiro de 2020, a NGIS foi dividida, com a maior parte do setor se fundindo com outros negócios da Northrop Grumman em um novo setor de Sistemas Espaciais.
Em julho de 2022, a empresa chamou atenção da mídia brasileira por empregar Renê Bonetti, gerente de carga útil. O engenheiro foi preso e condenado por manter uma empregada doméstica em condições análogas à escravidão por quase 20 anos nos Estados Unidos. Bonetti foi condenado ainda por perjúrio, porque a Justiça entendeu que ele mentiu quando disse que não sabia que o visto da empregada estava vencido e que sua esposa, Margarida, batia na vítima. A esposa fugiu para o Brasil e se manteve foragida do FBI por mais de uma década, até ter o caso relembrado pelo podcast de Chico Felitti da Folha de S.Paulo. A Northrop Grumman diz que, dentre seus valores, está o de ser contra o tráfico de pessoas e a escravidão em todos os negócios e cadeias de suprimentos.